# Parafia św. Jana Chrzciciela we Włostowie
Parafia św. Jana Chrzciciela we Włostowie – parafia rzymskokatolicka w dekanacie Opatów, w diecezji sandomierskiej. Kościół parafialny mieści się we wsi Włostów. Parafia według historyka, księdza Jana Wiśniewskiego istniała już w 1153 roku, a założyć miał ją Piotr Włostowic, od którego nazwiska pochodzi nazwa wsi. Według tradycji, w kościele tym ochrzczony był bł. Wincenty Kadłubek. Pierwotna budowla była wzniesiona w stylu wczesnogotyckim, w XIII i na początku XIV wieku, pozostała z niej jedna ze ścian z zamurowanym obecnie otworem okiennym. Kościół był przebudowywany w XVI, XVII i XVIII wieku, w 1944 został spalony podczas działań wojennych, zburzono jego wieżę a dzwony przetopiono. Po wojnie odbudowany, odnowiony w latach 1974-1984. Z przedwojennego wyposażenia ocalał jeden krucyfiks oraz XVIII-wieczny zegar słoneczny na południowej ścianie budowli. Przed kościołem pomnik Jana Pawła II. Cmentarz parafialny z kaplicą grobową Karskich, wkomponowaną we wzgórze - kurhan, oraz grobami powstańców z powstania listopadowego i styczniowego. Do włostowskiej parafii należy także kapliczka przy źródełku Wincentego Kadłubka w sąsiednim Karwowie.

## Miejscowości wchodzące w skład parafii
- Gojców
- Grocholice
- Karwów
- Swojków
- Tudorów
- Włostów

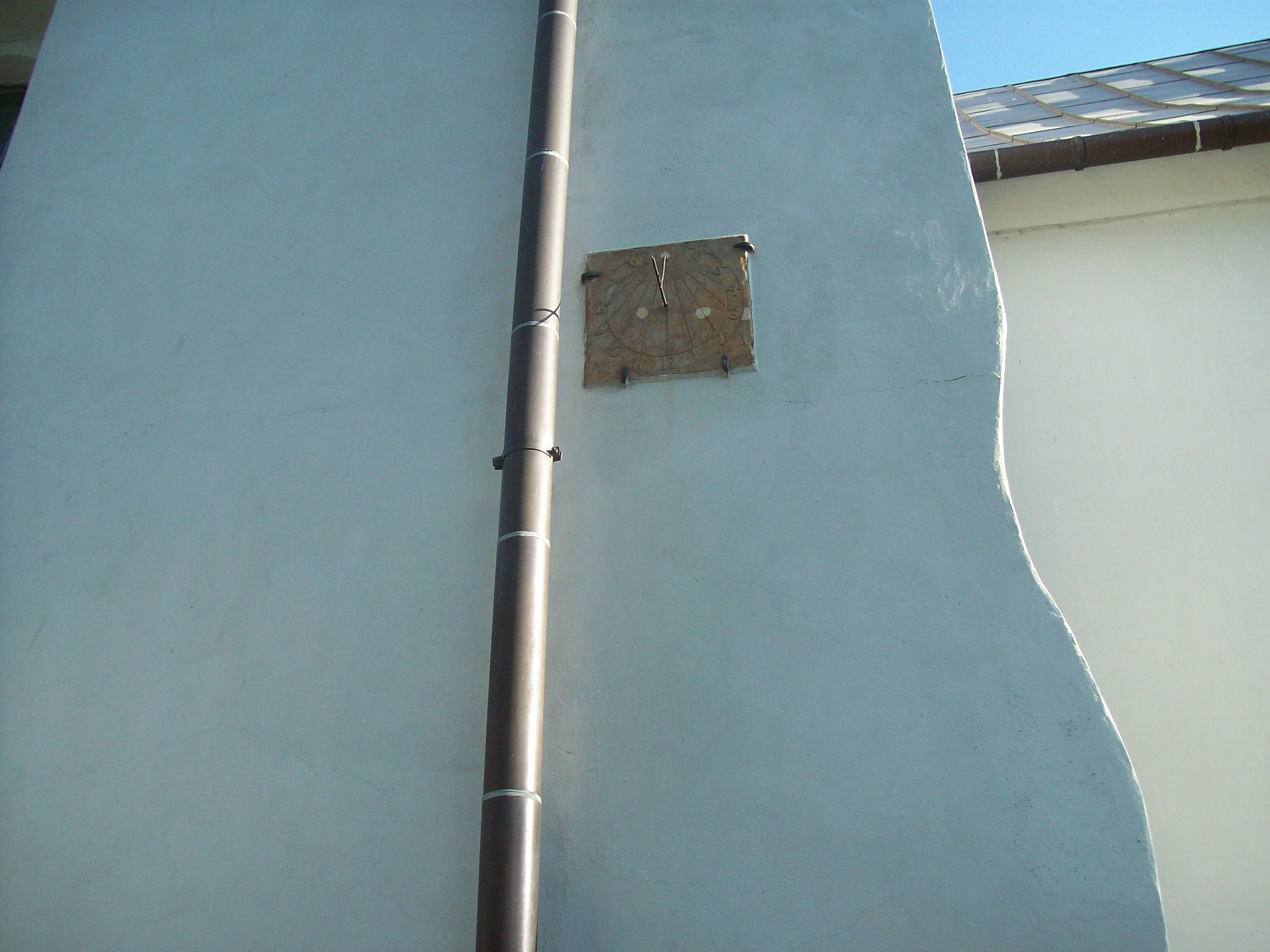
Zegar słoneczny na południowej ścianie kościoła
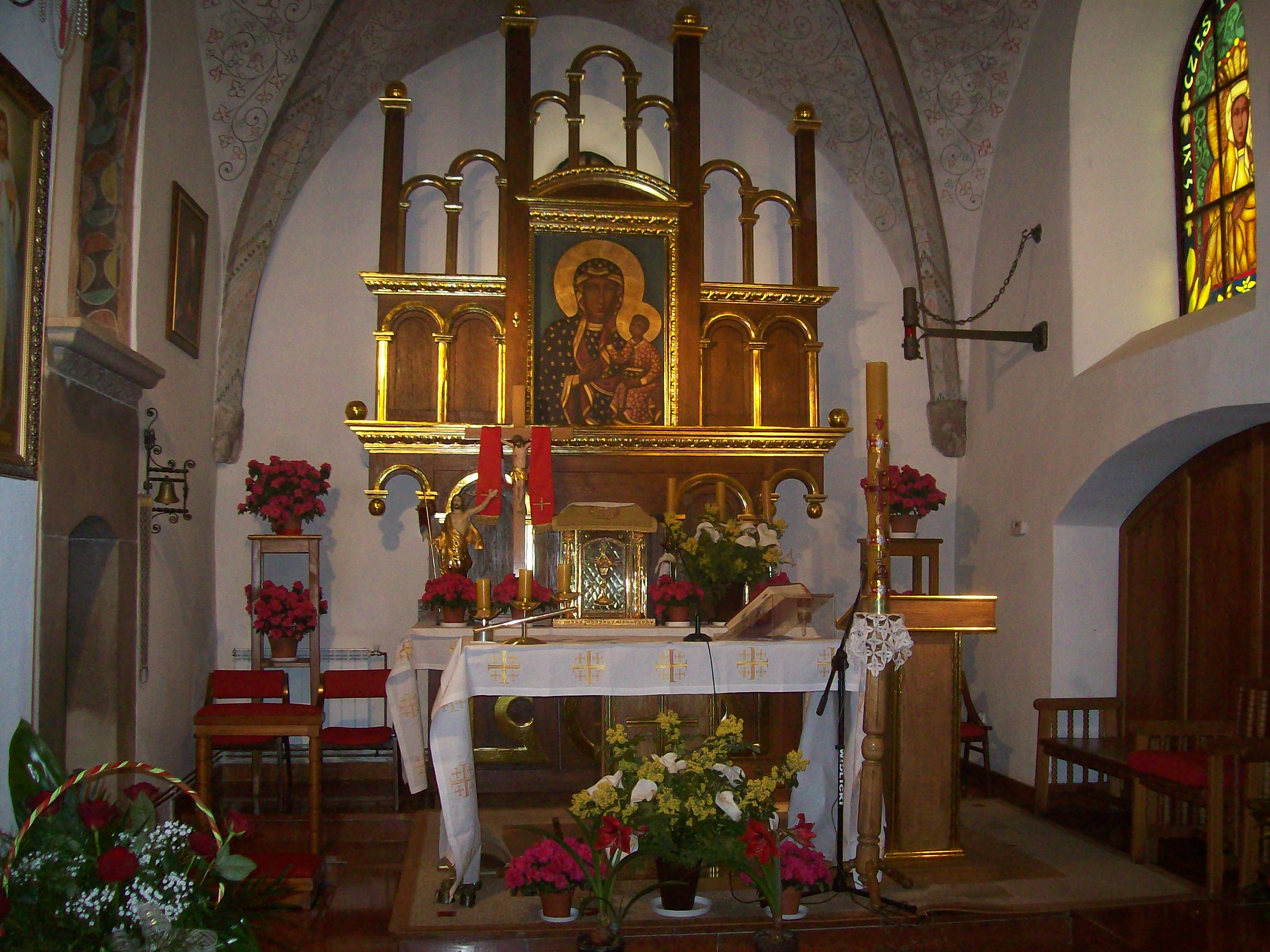
Ołtarz
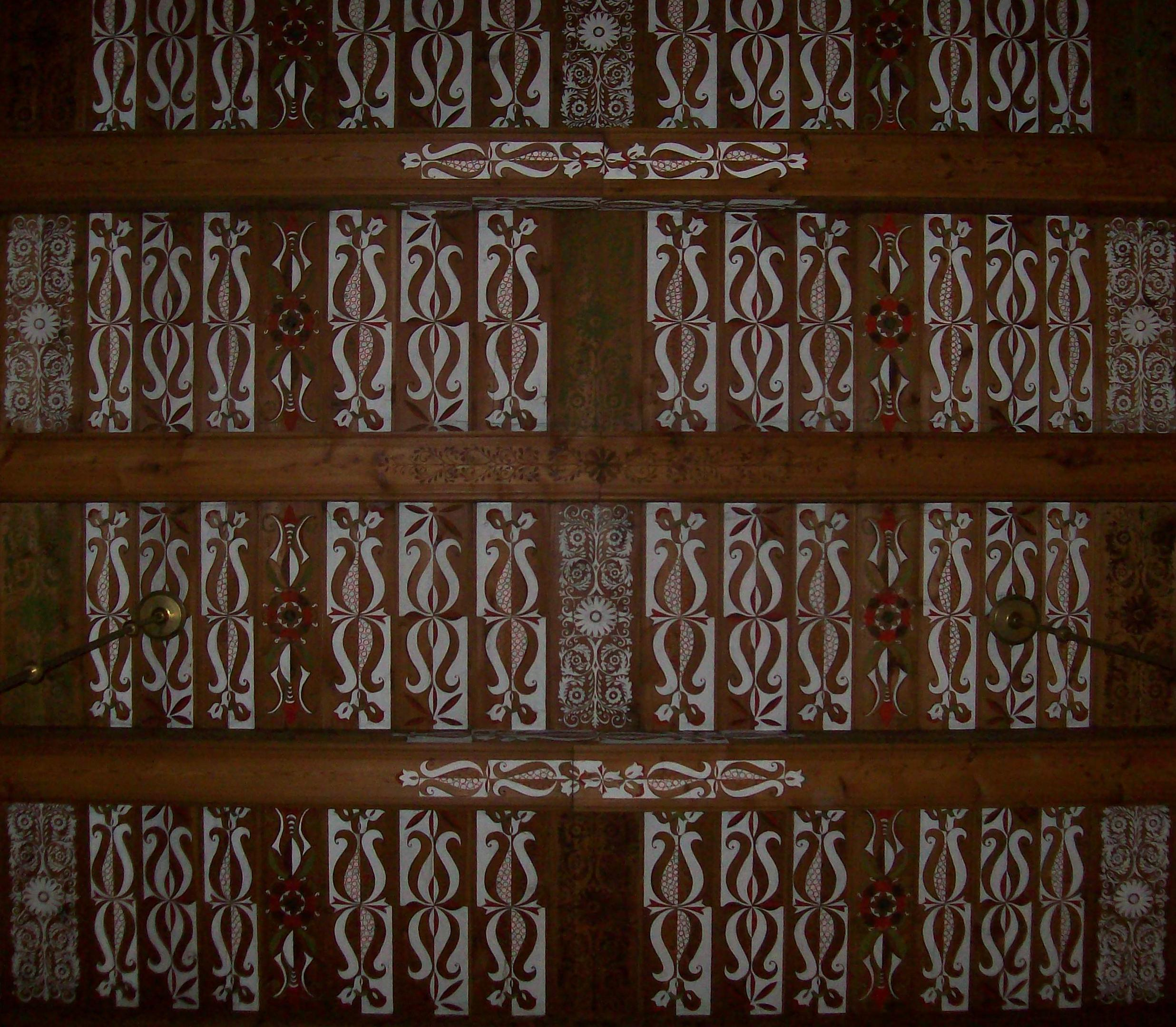
Wzór na belkach stropu włostowskiego kościoła
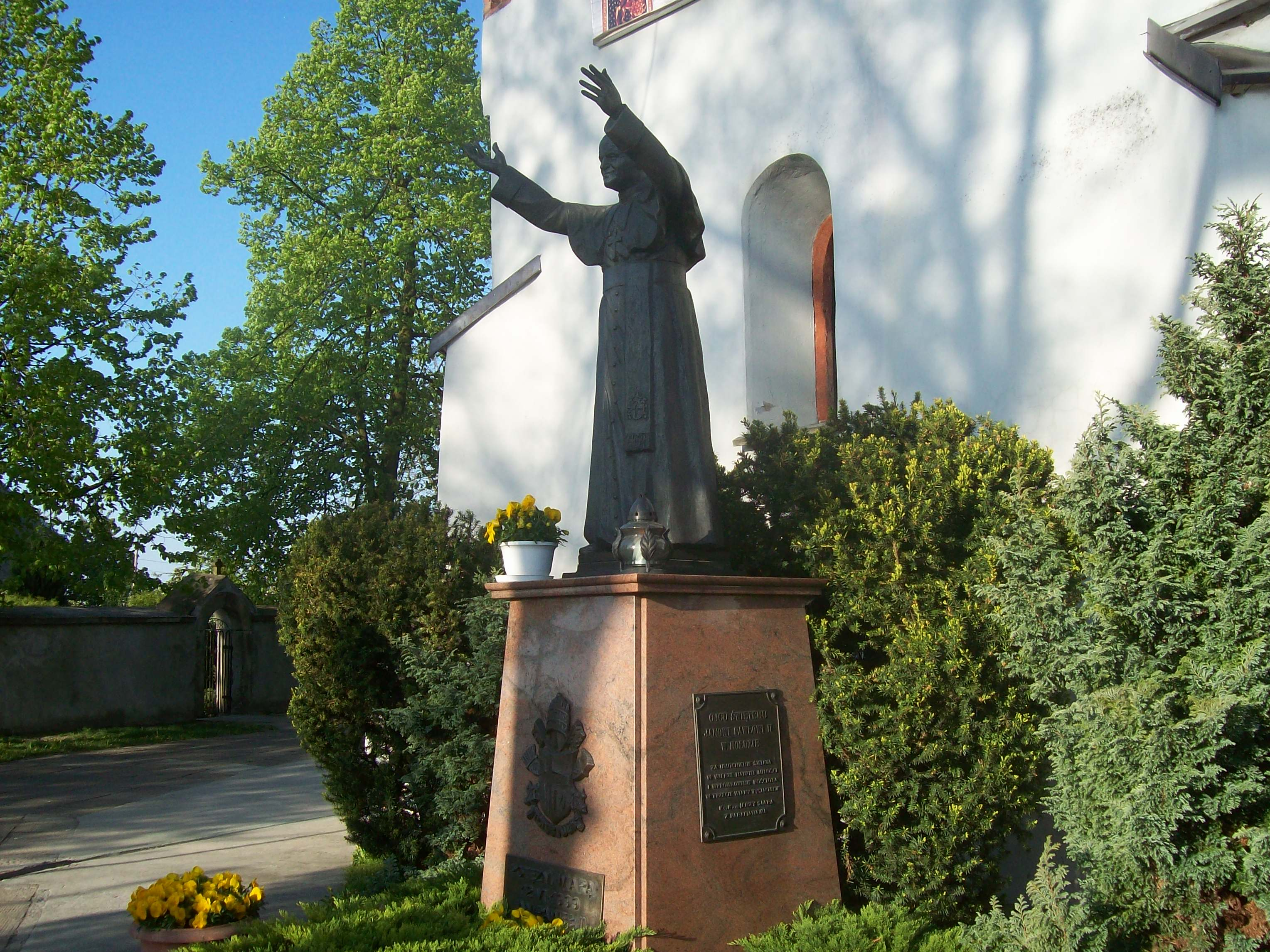
Pomnik Jana Pawła II przed kościołem we Włostowie
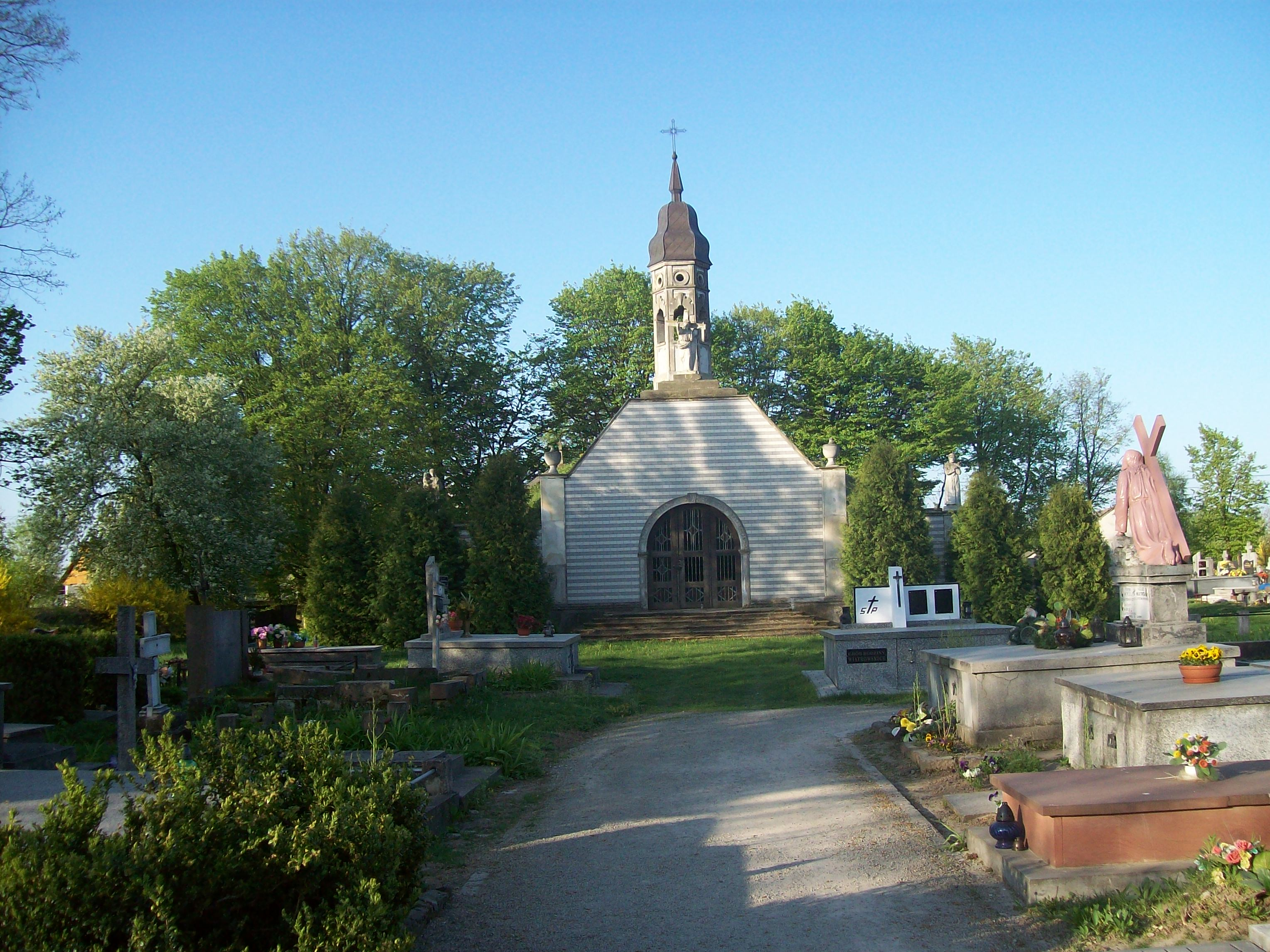
Kaplica cmentarna Karskich
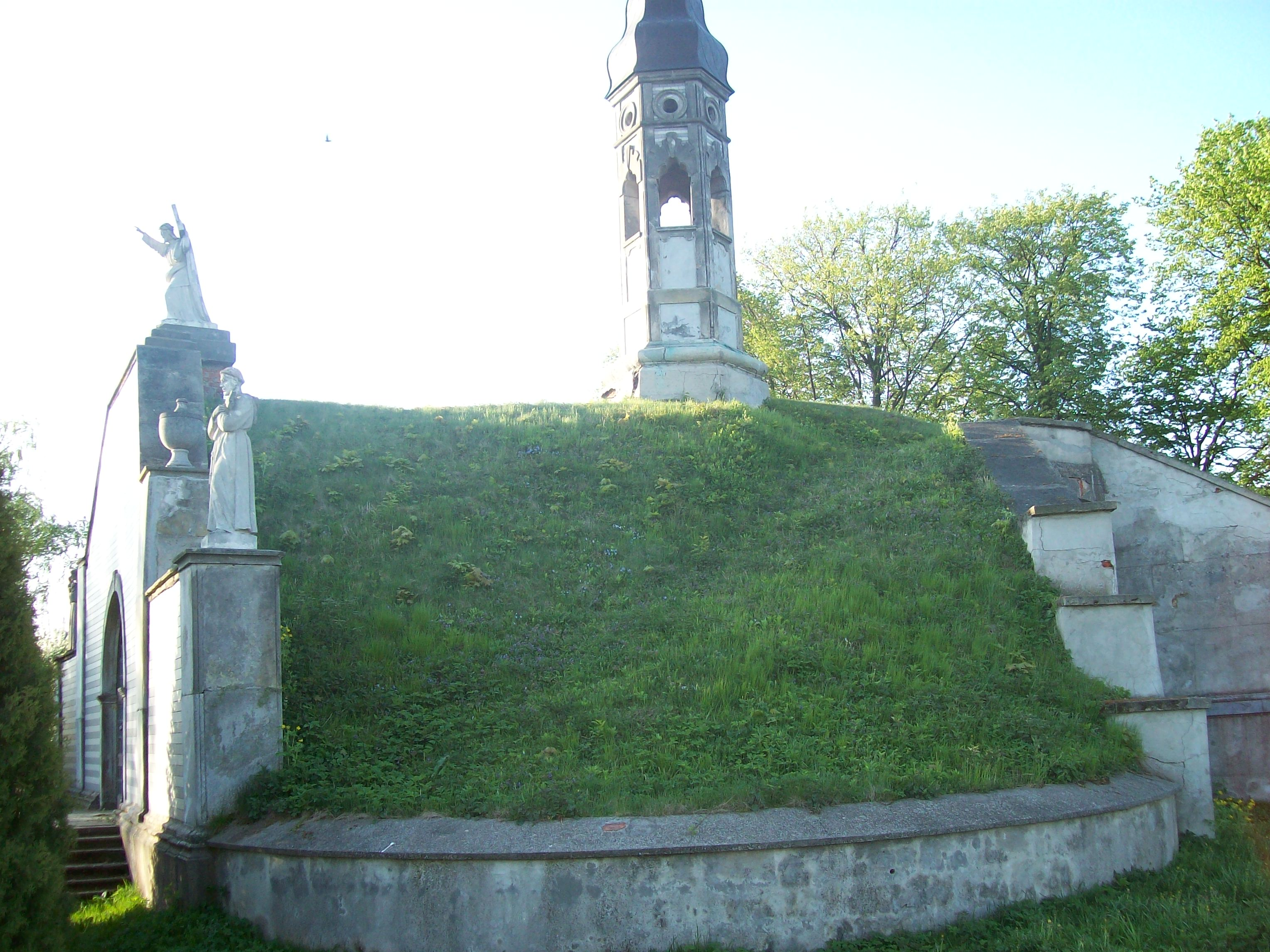
Kaplica cmentarna Karskich, widok z boku
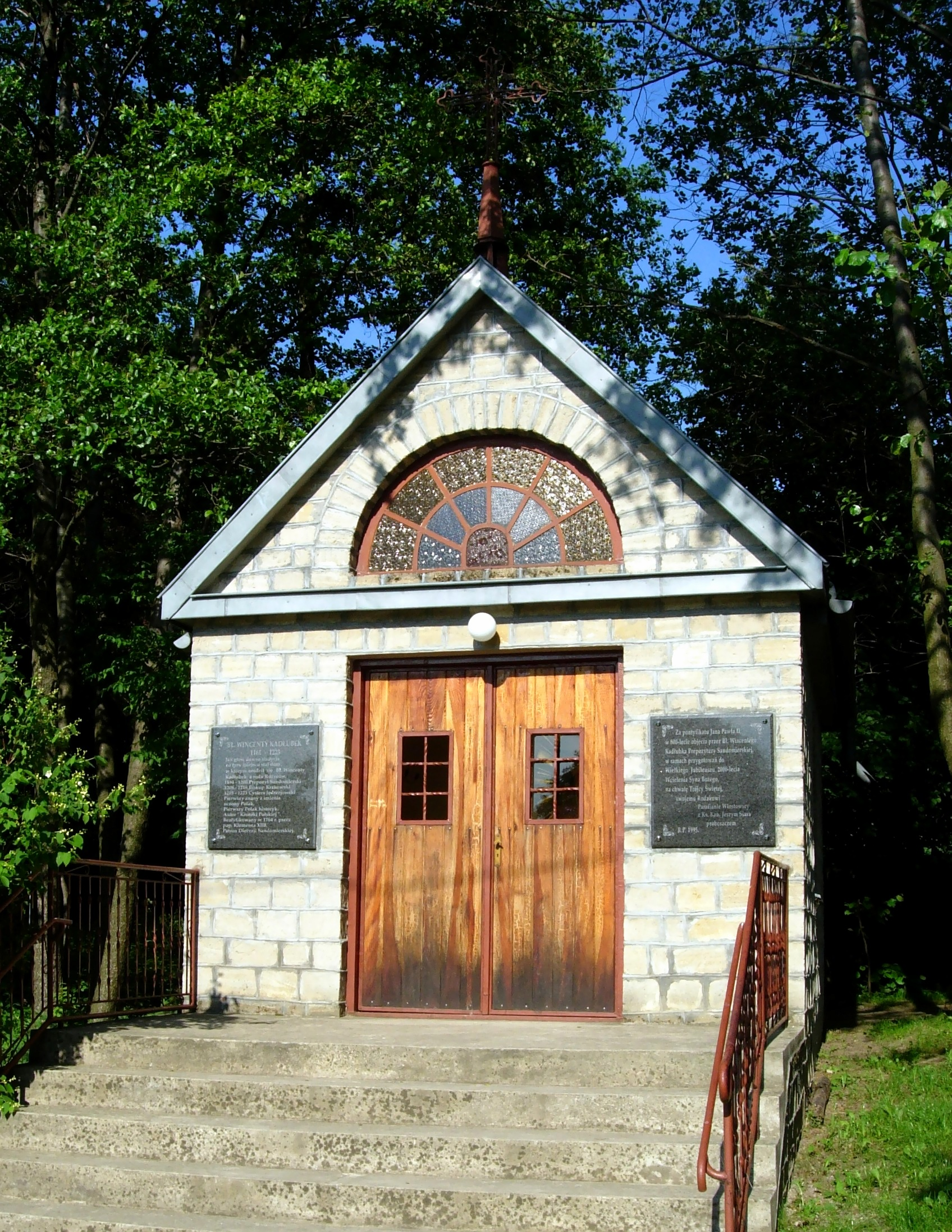
Kapliczka w Karwowie
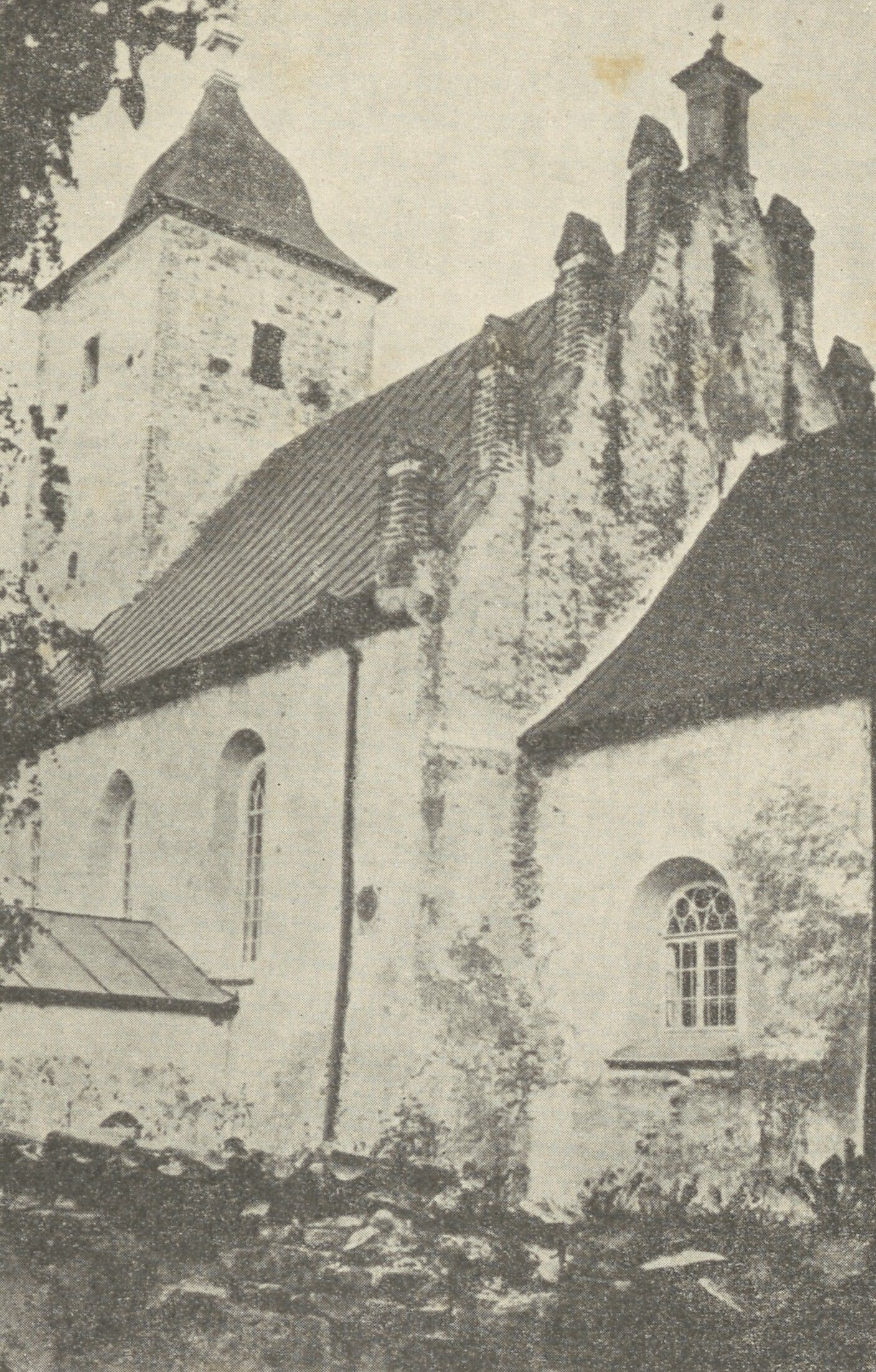
Kościół przed 1915